# Richwiller
Ne doit pas être confondu avec Richweiler, ni Reichweiler
Richwiller [ʁiʃvilɛʁ]  est une commune de la banlieue de Mulhouse située dans la circonscription administrative du Haut-Rhin et, depuis le 1er janvier 2021, dans le territoire de la collectivité européenne d'Alsace, en région Grand Est.
Cette commune se trouve dans la région historique et culturelle d'Alsace. Elle est membre de Mulhouse Alsace Agglomération et fait partie des 20 communes de l'agglomération mulhousienne ayant l'obligation de mettre en place une ZFE-m avant le 31 décembre 2024.
C'est une petite commune de 3 500 habitants à proximité de laquelle fut découverte la potasse en 1904.

## Géographie
Richwiller est une commune urbaine d'origine rurale.
Elle se trouve dans la partie nord-ouest de la banlieue de Mulhouse, à l'entrée du bassin potassique entre Pfastatt et Wittelsheim.
La particularité de Richwiller réside dans sa configuration longitudinale « est-ouest ». Son ban de 555 hectares s'étend sur 4 kilomètres de long pour 1,5 km de large. Il est sectionné perpendiculairement par la voie ferrée Strasbourg-Mulhouse (nord-sud).

### Géologie
Richwiller est une commune du bassin potassique. Son sol est composé de lœss, de son sous-sol on a extrait de la potasse tout au long du XXe siècle.

### Communes limitrophes
| Wittelsheim                       | Bois du Nonnenbruch | Kingersheim |
| Wittelsheim Cité Amélie           | Richwiller          | Kingersheim |
| Bois du Nonnenbruch et Lutterbach | Pfastatt            | Pfastatt    |

### Hydrographie

#### Réseau hydrographique
La commune est dans le bassin versant du Rhin au sein du bassin Rhin-Meuse. Elle est drainée par le Dollerbaechlein,.
Le Dollerbaechlein, d'une longueur de 18 km, prend sa source dans la commune de Reiningue et se jette dans l'Ill à Ensisheim, après avoir traversé neuf communes.

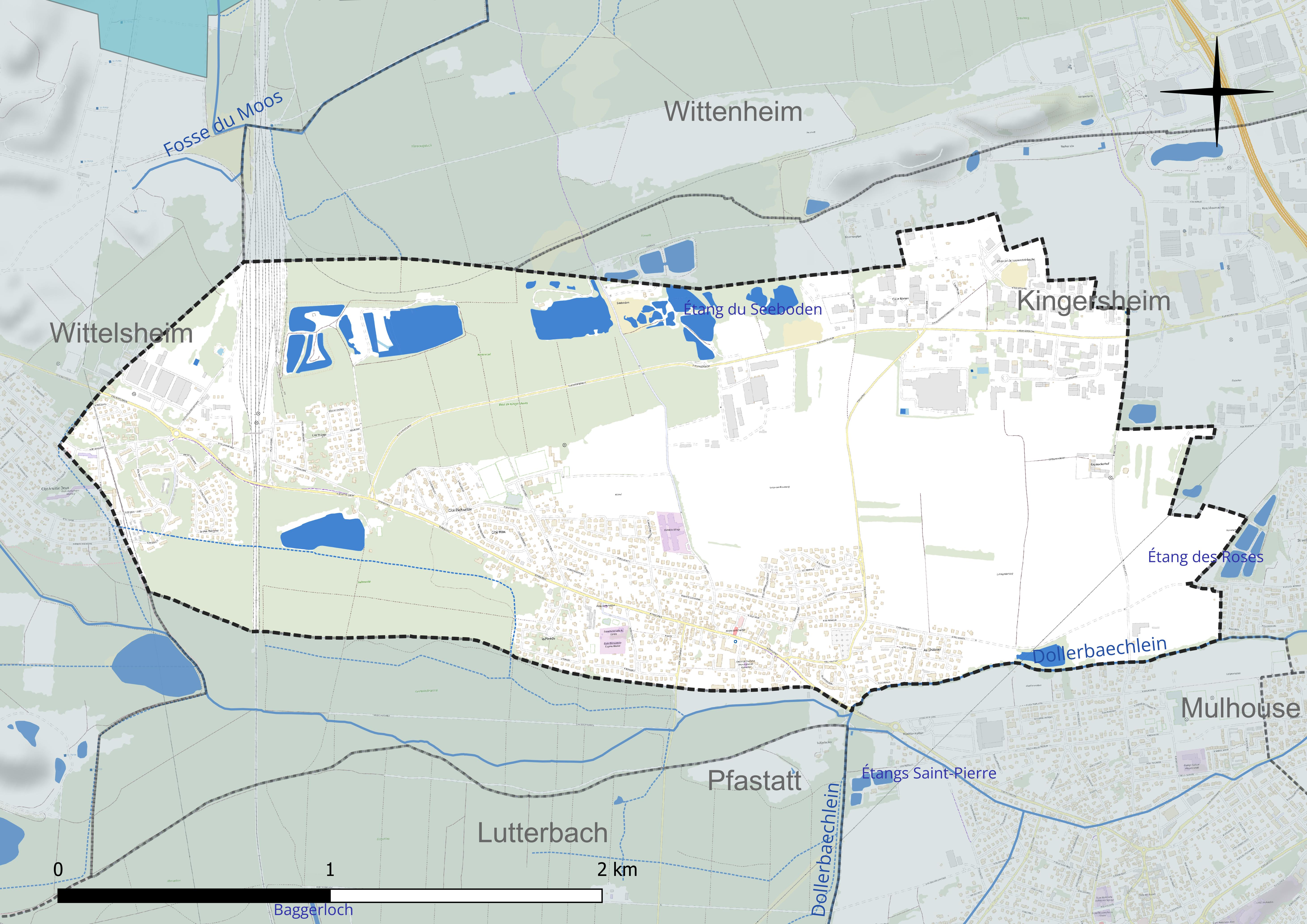
Réseau hydrographique de Richwiller.

Un plan d'eau complète le réseau hydrographique : l'étang du Seeboden, d'une superficie totale de 0,9 ha (0,9 ha sur la commune),.

#### Gestion et qualité des eaux
Le territoire communal est couvert par le schéma d'aménagement et de gestion des eaux (SAGE) « Ill Nappe Rhin ». Ce document de planification concerne la nappe phréatique rhénane, les cours d'eau de la plaine d'Alsace et du piémont oriental du Sundgau, les canaux situés entre l'Ill et le Rhin et les zones humides de la plaine d'Alsace. Le périmètre s’étend sur 3 596 km2. Il a été approuvé le 17 janvier 2005. La structure porteuse de l'élaboration et de la mise en œuvre est la région Grand Est.
La qualité des cours d’eau peut être consultée sur un site dédié géré par les agences de l’eau et l’Agence française pour la biodiversité.

### Climat
Pour des articles plus généraux, voir Climat du Grand Est et Climat du Haut-Rhin.
En 2010, le climat de la commune est de type climat des marges montargnardes, selon une étude du Centre national de la recherche scientifique s'appuyant sur une série de données couvrant la période 1971-2000. En 2020, Météo-France publie une typologie des climats de la France métropolitaine dans laquelle la commune est exposée à un climat semi-continental et est dans la région climatique Vosges, caractérisée par une pluviométrie très élevée (1 500 à 2 000 mm/an) en toutes saisons et un hiver rude (moins de 1 °C).
Pour la période 1971-2000, la température annuelle moyenne est de 10,3 °C, avec une amplitude thermique annuelle de 17,9 °C. Le cumul annuel moyen de précipitations est de 710 mm, avec 8,6 jours de précipitations en janvier et 9,2 jours en juillet. Pour la période 1991-2020, la température moyenne annuelle observée sur la station météorologique de Météo-France la plus proche, « Mulhouse », sur la commune de Mulhouse à 6 km à vol d'oiseau, est de 11,1 °C et le cumul annuel moyen de précipitations est de 747,6 mm. 
La température maximale relevée sur cette station est de 39,4 °C, atteinte le 13 août 2003 ; la température minimale est de −21,5 °C, atteinte le 10 février 1956,,.
Les paramètres climatiques de la commune ont été estimés pour le milieu du siècle (2041-2070) selon différents scénarios d'émission de gaz à effet de serre à partir des nouvelles projections climatiques de référence DRIAS-2020. Ils sont consultables sur un site dédié publié par Météo-France en novembre 2022.

## Urbanisme

### Typologie
Au 1er janvier 2024, Richwiller est catégorisée grand centre urbain, selon la nouvelle grille communale de densité à sept niveaux définie par l'Insee en 2022.
Elle appartient à l'unité urbaine de Mulhouse, une agglomération intra-départementale regroupant 20  communes, dont elle est une commune de la banlieue,,. Par ailleurs la commune fait partie de l'aire d'attraction de Mulhouse, dont elle est une commune du pôle principal,. Cette aire, qui regroupe 132 communes, est catégorisée dans les aires de 200 000 à moins de 700 000 habitants,.

### Occupation des sols
L'occupation des sols de la commune, telle qu'elle ressort de la base de données européenne d’occupation biophysique des sols Corine Land Cover (CLC), est marquée par l'importance des territoires artificialisés (48,3 % en 2018), en augmentation par rapport à 1990 (41,1 %). La répartition détaillée en 2018 est la suivante : 
zones urbanisées (31,9 %), terres arables (30,5 %), forêts (20,6 %), zones industrielles ou commerciales et réseaux de communication (12,3 %), mines, décharges et chantiers (4,1 %), milieux à végétation arbustive et/ou herbacée (0,3 %), zones agricoles hétérogènes (0,2 %). L'évolution de l’occupation des sols de la commune et de ses infrastructures peut être observée sur les différentes représentations cartographiques du territoire : la carte de Cassini (XVIIIe siècle), la carte d'état-major (1820-1866) et les cartes ou photos aériennes de l'IGN pour la période actuelle (1950 à aujourd'hui).

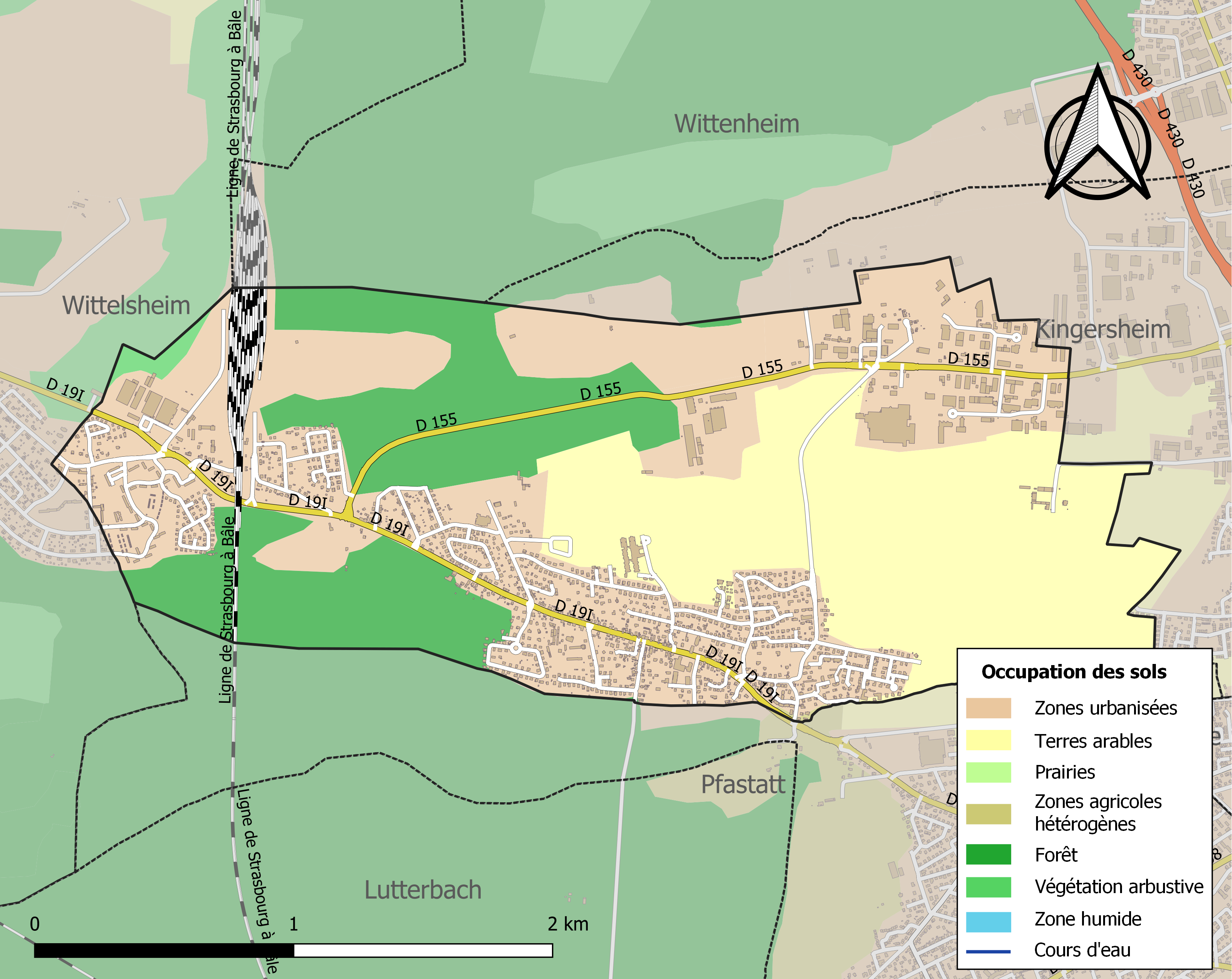
Carte des infrastructures et de l'occupation des sols de la commune en 2018 (CLC).

## Histoire

### Les origines de l'ancien village
Des découvertes archéologiques prouvent que Richwiller est un lieu d’habitat très ancien. Dans la partie septentrionale (nord) de la commune sur le lieu-dit Neumatt se trouve une nécropole composée de douze tumuli de l’époque hallstattienne. En 1865 et en 1917, on y découvre des tombes contenant des bracelets, des torques (colliers), des fibules (sorte d’épingles de sûreté) en bronze et un plat gravé datant de cette époque. Ces objets sont exposés, actuellement, au musée d'Archéologie nationale de Saint-Germain-en-Laye.

### L’histoire mouvementée des seigneurs de Richwiller
C’est au XIVe siècle que les pièces d'archive mentionnent pour la première fois le nom de « Reichweiler » Les documents nous apprennent que le couvent de Lucelle acquiert en 1301 et en 1304 les biens que l’abbaye de Murbach y possède. À cette époque Reichweiler appartient aux Habsbourg. En 1326 ceux-ci cèdent le village et ses dépendances en fief aux seigneurs de Reichweiler. Ces derniers le conservent jusqu’en 1539, date à laquelle Hans Friedrich vom Haus meurt sans laisser d’héritier mâle. Le fief échoit alors à son gendre Wolf Dietrich von Brunighoffen, l’époux de sa fille Ursula, qui fait rénover le château avant de mourir prématurément.
Ces terres changeant encore de mains vont au second mari d’Ursula Theobald Waldner von Freundstein. Le fils de ce dernier décède en 1599 sans héritier. Le fief retourne à la Maison d'Autriche. C’est dans le proche entourage de l’empereur que sont choisis ses nouveaux bénéficiaires, Johann Pistonus et Hieronymus von Manicor. Ils ne tardent pas à entrer en conflit avec les bourgeois de Mulhouse qui ont, sans autorisation, fait procéder à des coupes de bois dans la forêt. Bientôt un procès les oppose au sujet d’une chapelle ! Manicor, qui s’est installé à Reichweiller fait sortir intentionnellement du pâturage des vaches appartenant aux habitants de Cernay. Ceux-ci s'arment et investissent le château. Le pire est évité grâce à l’intervention de la femme du seigneur.
Les Manicor quittent Reichweiler pendant la guerre de Trente Ans (1618 1648). La paix de Munster et d‘Osnabrück met fin à cette guerre meurtrière qui fit souffrir le village et ses habitants.
Le royaume de France récupère Richwiller avec les autres possessions autrichiennes. Seul le château ou ce qui en subsiste encore, reste la propriété de Pistorius après un long procès qui se déroule à Ensisheim. En 1662 Pistorius fort querelleur semble-t-il, meurt assassiné par l’un de ses domestiques Ses biens retournent à la Couronne de France.
Après le traité de Westphalie, Louis XIV confie le fief à Charles Colbert de Croissy, neveu de l’Intendant d'Alsace. Nicolas de Diesbach, d'ascendance suisse, lui succède en 1665. Il s’installe au château à la mort de la veuve de Pistorius. Comme il est protestant, il ne peut se maintenir et doit céder sa place au maréchal Nicolas Hubert de Reinach Montreux. Ce dernier s’illustre à la bataille de Gérone où il trouve la mort en 1696.
Le fief passe alors au marquis du Blé d’Huxelles qui gouverne l’Alsace jusqu'à son décès en 1730. Le roi Louis XV transmet alors le domaine à Joseph Balthazar de Bergeret, capitaine au régiment d'Enghien. Le fief comprend aussi Reiningue, les trois quarts de Morschwiller, Ensisheim, Rumersheim. Le capitaine perçoit également des revenus provenant de Rantzwiller.
La Révolution met fin aux droits seigneuriaux. Les frères de Bergeret (le chanoine Prosper de Lautenbach et Henri capitaine dans un régiment royal suédois) émigrent. Leurs biens sont vendus à Colmar. Un certain Brustlein agissant pour le compte de Pierre Thierry de Mulhouse les achète pour 66 778 livres. Wittelsheim acquiert une partie des forêts.
Les deux « Bergeret » qui sont restés au service de la République (Gilbert général de brigade et Antoine Prosper, colonel) conservent leurs parts d'héritage. Elles ne tardent pas à être morcelées. Le château fut rasé vers 1810 ; il en reste le moulin seigneurial.

### La construction de l'église Sainte-Catherine
La construction de l'église Sainte-Caterine remonte aux années 1870 sous la maîtrise d'œuvre des curés du village. Les premières cloches furent fondues en 1878 grâce à un canon et à une roue en bronze offerts en 1878 par Augusta de Saxe, impératrice de Prusse. Ces éléments avait été pris aux Français lors de la guerre de 1870. En mars 1917, ces cloches sont réquisitionnées et se transforment à nouveau en canons allemands.
En 1923, de nouvelles cloches sont fondues par un bronzier de Colmar, dans un métal de mauvaise qualité et la sonorité du carillon en pâtit. Début 2015, le Conseil de fabrique s'adresse au financement participatif pour y remédier, ce qui est réalisé une année plus tard.
Le village a été bombardé en 1914.

### Seconde Guerre mondiale
Comme beaucoup de communes alsaciennes, Richwiller eut son lot de malgré-nous.
Tout comme en 1914, la commune fut bombardée en 1944. Elle doit sa libération au 2e bataillon de choc de la 1re armée en janvier 1945.

### Histoire contemporaine
En 2024, le maire de Richwiller est condamné par la Cour des comptes à une amende de  mille euros pour avoir versé en 2022 et 2023 une prime de fin d’année aux agents de la ville. Il a été relaxé le vendredi 20 juin 2025 par la cour d'appel financière.

### Héraldique
| Blason de Richwiller | Les armes de Richwiller se blasonnent ainsi : « D'azur à la fasce d'or, accompagnée de trois étoiles à cinq rais d'argent, deux et une. » |

## Politique et administration

### Liste des maires
La commune de Richwiller fait partie de Mulhouse Alsace Agglomération.

## Démographie
L'évolution du nombre d'habitants est connue à travers les recensements de la population effectués dans la commune depuis 1793. Pour les communes de moins de 10 000 habitants, une enquête de recensement portant sur toute la population est réalisée tous les cinq ans, les populations de référence des années intermédiaires étant quant à elles estimées par interpolation ou extrapolation. Pour la commune, le premier recensement exhaustif entrant dans le cadre du nouveau dispositif a été réalisé en 2004.

En 2022, la commune comptait 3 786 habitants, en évolution de +2,69 % par rapport à 2016 (Haut-Rhin : +0,66 %, France hors Mayotte : +2,11 %).
| 1793 | 1800 | 1806 | 1821 | 1831 | 1836 | 1841 | 1846 | 1851 |
| ---- | ---- | ---- | ---- | ---- | ---- | ---- | ---- | ---- |
| 196  | 196  | 263  | 332  | 414  | 437  | 468  | 465  | 453  |

| 1856 | 1861 | 1866 | 1871 | 1875 | 1880 | 1885 | 1890 | 1895 |
| ---- | ---- | ---- | ---- | ---- | ---- | ---- | ---- | ---- |
| 498  | 556  | 559  | 577  | 568  | 578  | 526  | 532  | 541  |

| 1900 | 1905 | 1910 | 1921 | 1926  | 1931  | 1936  | 1946  | 1954  |
| ---- | ---- | ---- | ---- | ----- | ----- | ----- | ----- | ----- |
| 560  | 606  | 750  | 878  | 1 201 | 1 166 | 1 066 | 1 026 | 1 227 |

| 1962  | 1968  | 1975  | 1982  | 1990  | 1999  | 2004  | 2006  | 2009  |
| ----- | ----- | ----- | ----- | ----- | ----- | ----- | ----- | ----- |
| 2 314 | 2 357 | 2 655 | 2 938 | 3 150 | 3 325 | 3 351 | 3 367 | 3 389 |

| 2014  | 2019  | 2022  | - | - | - | - | - | - |
| ----- | ----- | ----- | - | - | - | - | - | - |
| 3 507 | 3 692 | 3 786 | - | - | - | - | - | - |

## Vie locale

### Accès et transports
La commune est reliée au réseau de bus de l'agglomération de Mulhouse exploité par l'entreprise Soléa. En semaine, la ligne 12 traverse la commune d'ouest en est et permet de rejoindre la ligne 1 du tramway (Kingersheim / Gare centrale de Mulhouse). La ligne 23 dessert partiellement la zone artisanale.
Les dimanches et jours férié, la ligne 72 reprend le trajet de la ligne 12. En soirée, un service de taxis desservant les mêmes arrêts que le bus no 12 permet d'assurer la continuité du trafic.
La gare de Richwiller ayant été fermée au transport des passagers depuis le 11 décembre 2011, et ne disposant plus que d'un service de fret, les habitants de la commune doivent se rendre à Wittelsheim-Graffenwald située à 4 km, ou à Lutterbach à 4,4 km pour utiliser les transports ferroviaires.

### Équipements de santé
La commune abrite deux médecins généralistes, deux dentistes et une pharmacie. Le service d'urgences le plus proche est l'hôpital de Pfastatt. Les hôpitaux mulhousiens assurent les services spécialisés.

## Lieux et monuments

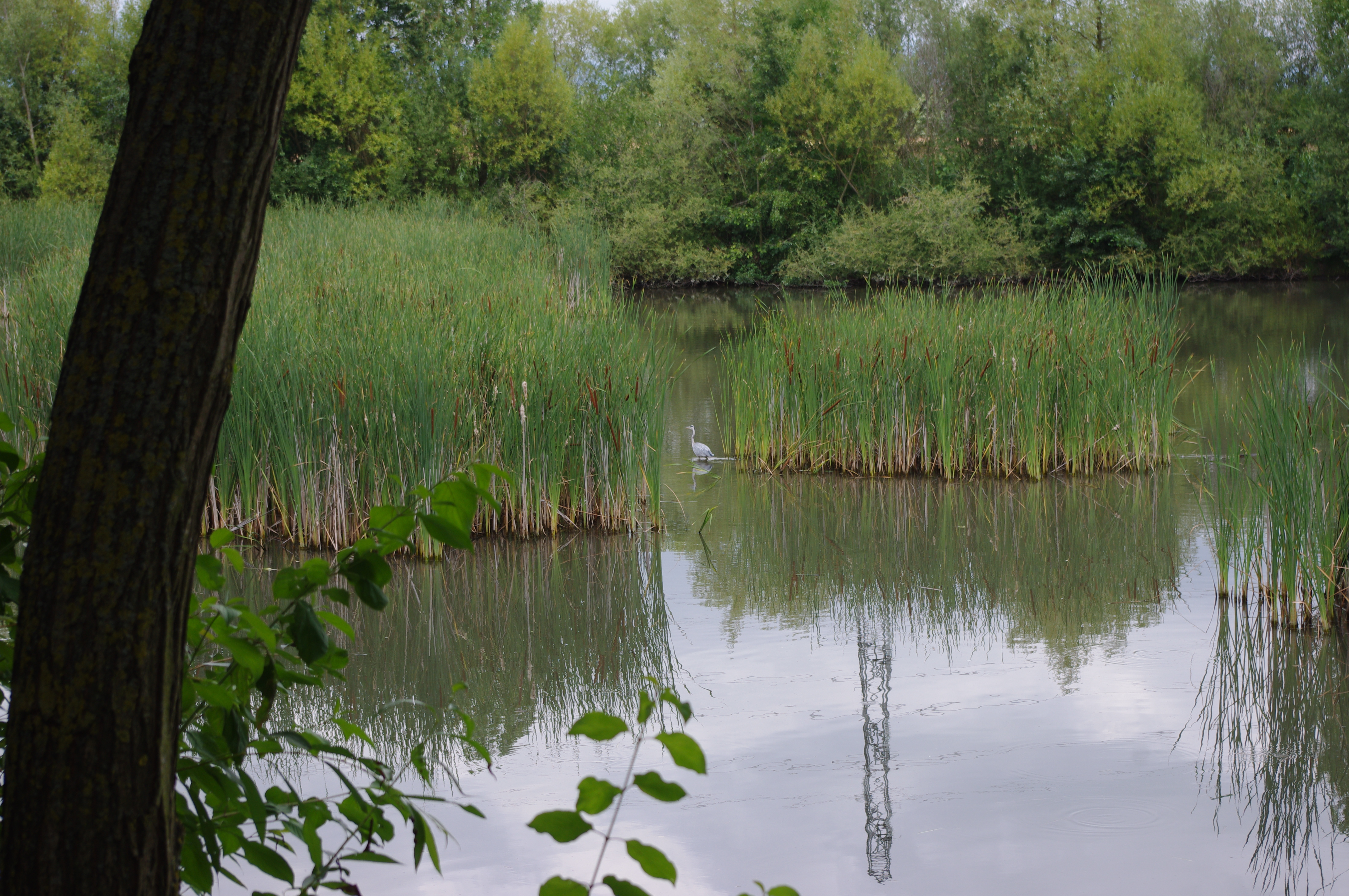
Bassin d'orage la Roselière.

- La Carotte : le 28 mai 1955, à l'entrée de la cité Amélie II est inauguré un monument érigé pour célébrer le cinquantième anniversaire de la découverte de la potasse par Amélie Zurcher, Joseph Vogt et Jean-Baptiste Grisey. Ce monument représente une « carotte » (échantillon cylindrique de roches prélevées dans le sous-sol par carottage pour en connaître sa composition). Cet endroit n'est que symbolique. En fait, la potasse a été découverte plus au sud, vers la mine Joseph Else à Wittelsheim.
- La Roselière est le nom donné au bassin d'orage de la commune. En fait de roseaux, ce sont essentiellement des massettes à larges feuilles (Typha latifolia) qui envahissement ce plan d'eau. Situé au milieu des champs, cet étang artificiel bordé de pruneliers, de saules et d'acacias sert de refuge à la faune sauvage (hérons, canards colverts, batraciens, couleuvres vipérines, tircis, demoiselles ...).
- L'église Sainte-Catherine dans laquelle on trouve un orgue construit par le facteur d'orgue Martin Rinkenbach d’Ammerschwihr en 1898[32].

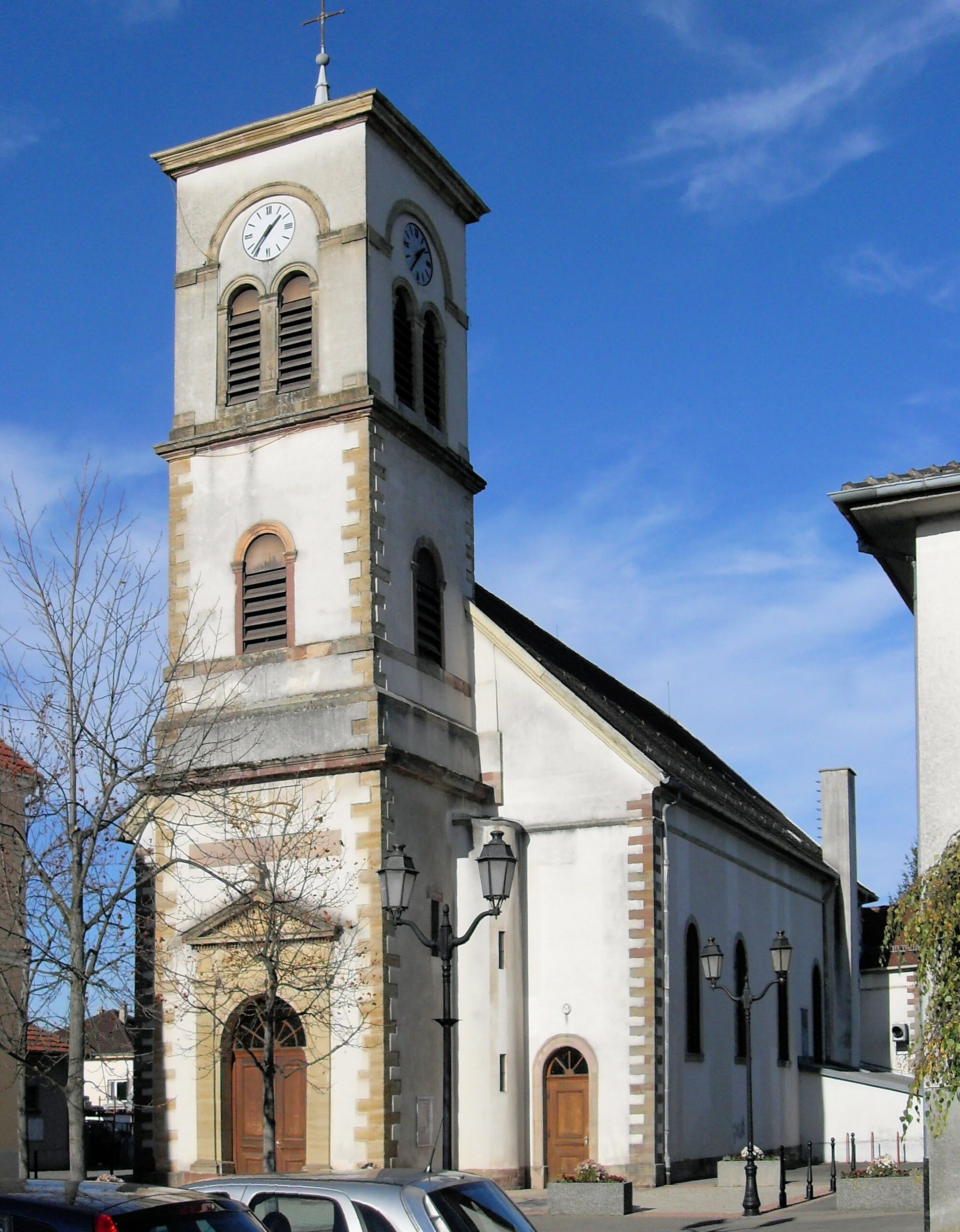
L'église Sainte-Catherine.

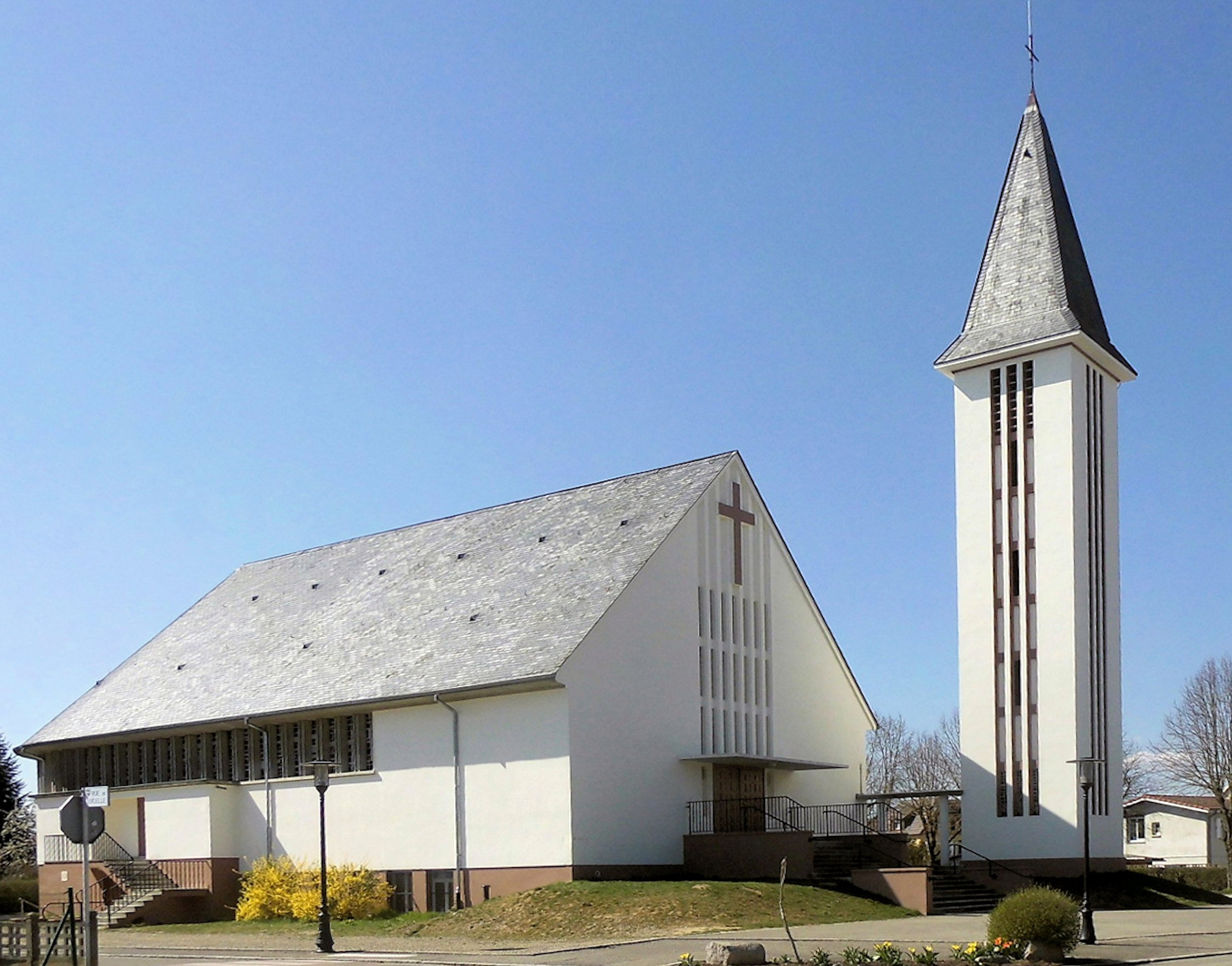
L'église Christ-Roi à Cité Amélie II.

- La forêt de Nonnenbruch, forêt de protection où on dénombrait en 2011 au moins 37 espèces protégées (liste rouge en Alsace), occupe la partie sud du ban communal.

## Personnalités liées à la commune
- Paul Drumm, écrivain, se fixe à Richwiller après la Libération.